# Malasia en los Juegos Olímpicos de Pyeongchang 2018
Malasia estuvo representada en los Juegos Olímpicos de Pyeongchang 2018 por dos deportistas masculinos que compitieron en dos deportes.
El portador de la bandera en la ceremonia de apertura fue el patinador artístico Julian Yee. El equipo olímpico malasio no obtuvo ninguna medalla en estos Juegos.